# 八佰
《八佰》是一部于2020年上映的战争题材电影，由管虎执导，黄志忠、张俊一、欧豪、姜武、张译、王千源、杜淳、张承、张宥浩、魏晨、李晨、余皑磊、俞灏明、郑恺等出演，以群像进行叙事。影片讲述了1937年淞沪会战期间，驻守在四行仓库的國民革命軍第88师士兵抵抗日军进犯上海、奋战四日四夜的英勇事迹，是亚洲首部全程采用阿萊Alexa65毫米IMAX摄影机的影片。
影片原定于2019年7月上映。虽在此前的宣传中，电影被一些媒体称为中华人民共和国建国七十周年的献礼片，但片方没有确认过“献礼片”的说法。在公映前夕的6月中旬，影片因“技术原因”取消在上海国际电影节的放映，其后被认为陷入一系列“政治问题”。6月25日，片方取消原定于7月5日在中国大陆公映的安排，暂别暑期档。由于此片对片方华谊兄弟的业绩有重要影响，撤档亦引发一系列后续反应。2020年8月2日下午，华谊兄弟电影官微宣布影片重新定档，于2020年8月21日全国上映，该片在2020年也是中国大陆影院复工后上映的首部华语商业巨制。
影片于8月14日开始点映，五天点映票房达2.34亿，成绩远超同期上映的新片及重映旧片，刷新2018年电影《西游记·女儿国》此前创下的1.79亿元点映票房纪录。在正式上映后于8月31日突破20亿票房，成为中国影史第20部破20亿的影片。于9月22日累计票房达29.13亿，超越2019年电影《中国机长》的29.12亿，跻身中国电影市场影史票房榜前十。于9月26日突破30亿票房大关，成为中国影史第10部破30亿的影片。

## 剧情
1937年10月，淞沪会战后期，中华民国國民革命軍第88师524团团附谢晋元临危受命，率领400余名官兵（对外以声势为意称共800名官兵，故称“八百壮士”），坚守上海闸北的四行仓库，即四行仓库保卫战，亦为整个淞沪会战的最后一役。
影片以湖北保安团进入上海市区支援淞沪会战为开场，以国民革命军524团整建制退入租界为结局，以天（日）为单位切割叙事及影片时间轴，分别讲述了1937年10月27日至11月1日间所发生的事件与战斗。影片中所叙述的四行仓库所在的位置面向当时已经沦陷的上海，背对上海公共租界的苏州河南岸，以苏州河为界，已到无路可退之局面。电影以国民革命军524团以及沿途收拢的各路逃兵、散兵的视角描述了四行仓库内部所发生的事以及回击日本军队进攻；以苏州河对岸的中国民众，外国记者及英国士兵从第三视角叙述了战场的整体情况和各种不同职业、性别、国籍之人士的视角；以日本上海派遣军的视角叙述了日本军队对四行仓库的进攻以及偷袭。

### 开场
影片开头播放了一段以英语解说的纪录片，叙述四行仓库保卫战所发生的历史背景。1937年日本军队发动卢沟桥事件，侵占华北，随后中日全面开战。淞沪会战期间，日本与在上海的租界地区保持了微妙的默契，由此制造出苏州河一河两岸截然不同的场景。
湖北保安团抵达上海市区，但路遇日本军队，保安团被打散。晚间，保安团中的“端午”“小湖北”和“老葫芦”发现自淞沪会战败退的国民革命军大部正在撤退，同时枪杀大量“逃兵”，三人随后被524团收编，前往四行仓库。被定为“逃兵”的保安团一行人被安排修筑仓库外围的堑壕和地雷，此时大量上海市民涌入四行仓库边的垃圾桥进入公共租界。

### 第一日
日本军队派遣先遣部队进入四行仓库一楼，遭遇驻守中国军队伏击，以逃兵的视角和日本士兵的对白展现如粉尘爆炸等伏击战术。国军524团在打退攻击后开始打扫战场，但遭之日本士兵自杀式袭击和日军抛射芥子毒气，毒气从四行仓库飘至租界内。晚间，日军发动第二轮攻势，从四行仓库的排水渠进入，以军刀同中国军队展开厮杀；日军同时借以攀爬梯进入楼体，双方在四行仓库三楼展开近距离枪战，中国军队随后打退这第二轮进攻。

### 第二日
上午，日本军队宣称“三小时内拿下四行仓库”，引来苏州河南岸群众围观，日本军队随即发动进攻。日军调遣了一辆特殊挖掘机和由多辆九四式轻装甲车组成的坦克部队冲击四行仓库，同时占据周边建筑对四行仓库进行火力围攻。载有“西洋各国军事观察员”的租界飞艇漂浮在战场上空，观望战况。
战事展开后，中国军队展开反击，双方在西侧楼体的正面发生交火。日军利用挖掘机冲撞四行仓库楼体，随后又派兵举起钢板阵掩护工兵靠近楼体，意图安放炸药炸毁承重墙、使楼体坍塌。在守军发现手榴弹无法击破钢板阵后，一位名为陈树生的士兵身绑炸药与手榴弹，从楼体跳下、坠入钢板阵中，以血肉之躯炸毁钢板阵。而后机枪连的战士们跟随陈树生，纷纷给自己绑上炸药，接连从楼上跳下，阻止日本军队在墙根安放炸药。于苏州河南岸在张柏亭、俞鸿钧的陪同下观战的何香凝叹道“国人皆如此，倭寇何敢”。最终日军撤退，中国军队粉碎了日军三个小时夺取四行仓库的企图。
下午，租界的德国记者一行人携带电话线、头顶德國國旗作为掩护，穿越垃圾桥进入四行仓库，然而电话线在桥上被日军冷枪击落，掉在路上。租界内的帮社接连派人上桥运送电话线，在被日军弑杀多人后将电话线运至四行仓库内。
晚间，谢晋元收到了来自蒋介石的命令，要求部队坚守仓库，以便在即将召开的布鲁塞尔会议上向西方各国表明中国的立场，意图获取西方的援助。租界的中国民众向仓库内弹射补给品和食物，女童军杨惠敏渡过苏州河，将中華民國國旗送达仓库内。

### 第三日
早晨，除警戒部队外，驻守四行仓库内的中国军队在楼顶举行了升旗仪式，此处的电影配乐为改编过的《中華民國國歌》。升旗后，中国士兵鸣枪致敬阵亡之同仁。仪式结束后，日本海军航空兵派遣两架九六式舰载战斗机向仓库楼顶发动进攻，希望摧毁中华民国国旗。中国军队运用一门防空机炮和步兵火力予以还击。在日军飞机的多轮扫射下，中国士兵以肉身保卫国旗，最终日军飞机意外将子弹射入租界境内。英军随即发出战争通牒，日军飞机受命撤离。

### 第四日
早晨，日军指挥官与谢晋元接洽，声明已知道中国军队接得撤入租界之令，并且已接到使用重炮等重火力武器夺下四行仓库的命令；但又称是次会见不代表军方，愿与谢晋元为各自荣誉而殊死一战。英国租界驻军也在新垃圾桥上拉起巨幅红十字旗帜。
下午，国民政府的特派员在租界英国驻军的护送下进入四行仓库，与谢晋元见面。特派员阐述了政府对四行仓库保卫战的立场：谢晋元个人之荣誉并不高于租界内中国民众的生命，而战事若继续发展下去将危及租界。布鲁塞尔会议因比利时首相保罗·范泽兰贪污案而提前结束，以顾维钧为首的中国代表团已探明西方各国不愿出面的态度。在并无国际援助之可能的情况下，蒋介石发布手谕，命令谢晋元率部队撤入租界；特派员亦表示军队再战已无任何意义。特派员在与谢晋元对话时讲到，淞沪会战已使配有德国装备的德械师消损殆尽，希望谢氏能为“王牌军”留种、安排杂牌军和逃兵执行掩护撤退的任务。
晚间，谢晋元下达撤退命令，对士兵们说道“这个国家已经病了，但你们是这个国家最好的一味良药”。除少部分自愿参加突击任务以协助部队撤离的敢死队和逃兵外，国军524团开始整建制在四行仓库南面列队，准备撤离。驻守租界的英军关闭探照灯后，日军在远处打开对准桥面的探照灯。谢晋元知晓日军早已设有伏击，便带人冲上桥面以使日军火力点暴露，随后双方围绕垃圾桥北端展开交火，最终谢晋元命令部队全体同时撤离——此处插叙了特派员对谢晋元说的心里话：“历史一定会记住这场战斗，记住参与过这场战斗的人。而你们，才是真正的中国人。”

### 结尾
影片结尾，环视了电影中四行仓库的全景，随后切入真实的四行仓库西侧山墙，逐渐拉出，展现距离那场战斗已过去八十余年的当代上海街景。进入演职员表后，画面左侧展示了四行仓库战斗中几位民族英雄的真实照片与简介，并附有当时真实的作战影像。

### 用词
影片中采用了大量符合历史实情的军事及政治用语：
- 上峰，即军事指挥的上级指挥官
- 当局，指当时的中国政府，即中华民国国民政府
- 委员长，指涉时任国民政府军事委员会委员长的蔣中正
- 总裁，指涉中国国民党总裁，亦蔣中正；影片此处有误，蒋在1938年4月中国国民党临时全国代表大会上才当选为国民党总裁
- 老阎，指阎锡山
- 老冯，指冯玉祥
- 張大帥，指張作霖
- 宋師長，指宋希濂

## 演员
| 演员   | 角色             | 简介                                                                           | 备注 |
| 黄志忠 | 老葫芦           | 国民革命军第88师524团成员，来自湖北省保安团士兵，端午及小湖北之叔叔。          | |
| 欧豪   | 端午             | 国民革命军第88师524团一营士兵，来自湖北省保安团士兵，老葫芦之姪，小湖北之兄。  | |
| 张俊一 | 小湖北           | 国民革命军第88师524团一营，老葫芦之姪，端午之弟。                              | |
| 王千源 | 羊拐             | 国民革命军第88师524团一营士兵 。                                               | 收容散兵，剧中设定为国民革命军第三十三师（宋哲元第3军残部改编），原为国民革命军第三十六师（师长宋希濂，八·一三事变时于蕰藻浜）。 |
| 姜武   | 老铁             | 国民革命军第88师524团一营士兵。                                                | 收容散兵，剧中设定为炮兵，推测为国民革命军第二十九军残部，曾於東北軍服役。                                                       |
| 张译   | 老算盘           | 国民革命军第88师524团一营，来自浙江省保安团士兵 。                             | 收容散兵，剧中设定为浙江省保安总队一大队内政处文职参谋。                                                                         |
| 杜淳   | 谢晋元           | 国民革命军第88师524团副团长，上海四行仓库保卫战指挥官。                        | 真實人物 |
| 俞灏明 | 上官志标         | 国民革命军第88师524团一营一连长。                                              | 真實人物 |
| 张承   | 雷雄             | 国民革命军第88师524团机枪连连长。                                              | 真實人物 |
| 魏晨   | 朱胜忠           | 国民革命军第88师524团一营一连班长，陕西人。                                    | 真實人物 |
| 郑恺   | 陈树生           | 国民革命军第88师524团一营二连二排四班副班长 。                                 | 抵禦日軍鋼鐵陣，第一個犧牲自己捨身成仁。（真實人物）                                                                             |
| 李晨   | 齐家铭（山东兵） | 国民革命军第88师524团一营士兵。                                                | |
| 余皑磊 | 洛阳铲           | 国民革命军第88师524团一营士兵。                                                | |
| 张宥浩 | 小七月           | 国民革命军第88师524团成员，勤务兵。                                            | |
| 白恩   | 杨德余/杨养正    | 国民革命军第88师524团一营一连一排排长                                          | 现实中为壮士最后在世者，于2010年离世。（真實人物）                                                                               |
| 唐艺昕 | 杨惠敏           | 上海童子軍戰地服務團女童軍，横渡苏州河，为524团送旗。                          | 真實人物 |
| 侯勇   | 大学教授         | 居住在上海租界支持國民革命軍的觀戰居民。                                       | |
| 梁静   | 教授夫人         | 居住在上海租界支持國民革命軍的觀戰居民。                                       | |
| 刘晓庆 | 蓉姐             | 上海租界賭場女老闆。                                                           | |
| 李九霄 | 刀子             | 上海租界賭場女老闆手下及青幫中人。                                             | |
| 高冬平 | 會長             | 在租界募集義士送電話線到對岸。                                                 | 有上海大亨杜月笙影子。 |
| 徐嘉雯 | 伊娃             | 上海租界夜總會混血歌女。                                                       | |
| 马精武 | 戏班班主         | 在上海租界激動戰鼓振奮軍心。                                                   | |
| 辛柏青 | 方兴文           | 戰地記者。                                                                     | |
| 姚晨   | 何香凝           | 中国女性革命家，抗日战争积极支援者。                                           | 历史上，何已年近花甲。（真實人物）                                                                                               |
| 曹卫宇 | 俞鸿钧           | 時任上海市市長。                                                               | 陪同何香凝在南岸租界了解戰況。（真實人物）                                                                                       |
| 宋洋   | 張柏亭           | 国民革命军第88师參謀長。                                                       | 陪同何香凝在南岸租界了解戰況。（真實人物）                                                                                       |
| 黄晓明 | 特派员           | 國民政府蔣介石特派專員。                                                       | |
| 阮经天 | 金丝镜           | 居住在上海租界的台湾人，因用日语大骂日本人，被民众误认为是日本间谍而把他吊死。 | 公映版中该戏份被删，仅保留角色被吊死后尸体挂在电灯柱上的远景镜头。                                                               |

## 制作
据导演管虎在2019年透露的信息，他在十年前就有拍摄《八佰》的想法。为拍摄影片他已准备十年，辗转十七个城市，进行了四百多人次的采访。具体筹备499天。电影项目经历了三度重启。2013年，电影正式立项。影片在华谊兄弟公布“H计划”时名叫《八百启示录》，之后才更名为《八佰》。
针对命名问题，管虎在接受《南方周末》采访时表示：“最早起这个名字，是因为古时候军队编制，十人为‘什’，是一队；百人为‘佰’，百夫长就是管这个阵营。第二，我们想来想去，我觉得最重要的不是战争，是人，战争中的个体，所以人字旁特别重要。”
本片拍摄基地选址于江苏省苏州市阳澄湖半岛旅游度假区，2016年8月开始动工，历时1年半修建，共占地200亩，拥有68栋建筑及深挖200米长的“苏州河”，1:1复原了四行仓库和苏州河北岸。 为了强化苏州河南北岸一个是地狱，一个是天堂的反差，剧组有意将南岸租界描绘得比历史史实要更加繁华。 为了营造戏剧性冲突，四行仓库布景的内部结构相对于现实情况进行了较大改动。
为了让演员展现抗日战士的真实相貌，剧组招募了1000名形态演员，最终留下的400名跟组演员需要提前进组训练、接受剧本围读，在封闭压抑的仓库待足6-8个月，进行长达7个月的军事训练。影片于2017年9月9日苏州拍摄基地正式开机，是首部全片采用阿萊Alexa65毫米IMAX摄影机的华语电影。。另外，经过与当地政府的交涉，剧组选定宁波市江北区大正路的拆迁地块也被选为影片淞沪会战战场的拍摄片场，当地宁波大学等高校学生以群众演员身份参与拍摄；另外，宁波奉化区沿海中路以南位置的大片芦苇荡也被剧组相中选为片场。
经过历时八个月的拍摄，影片于2018年4月27日杀青。

### 原声资料
影片片尾曲《苏州河》改编自《伦敦德里小调》，由中国大陆歌手那英和意大利盲人男高音歌唱家共同演唱。电影原声带共20首曲目，由魯珀特·葛瑞森-威廉斯、安德鲁·考辛斯基（Andrew Kawczynski）及音乐人于飞共同完成，在洛杉矶、索非亚、伦敦以及北京等地录音棚完成录制、混音、母带，历时一年。
| 八佰 电影原声带 The Eight Hundred (Original Movie Soundtrack) | 八佰 电影原声带 The Eight Hundred (Original Movie Soundtrack) | 八佰 电影原声带 The Eight Hundred (Original Movie Soundtrack) | 八佰 电影原声带 The Eight Hundred (Original Movie Soundtrack) |
| 曲序                                                          | 曲目                                                          | 英文曲名                                                      | 时长                                                          |
| ------------------------------------------------------------- | ------------------------------------------------------------- | ------------------------------------------------------------- | ------------------------------------------------------------- |
| 1.                                                            | 待我成尘时                                                    | When I Turn To Dust                                           | 2:47                                                          |
| 2.                                                            | 上海陷落                                                      | Great City in Ruins                                           | 2:47                                                          |
| 3.                                                            | 第一日                                                        | Day 1                                                         | 4:50                                                          |
| 4.                                                            | 白马                                                          | White Horse                                                   | 1:49                                                          |
| 5.                                                            | 步兵第五旅团                                                  | Imminent Danger                                               | 3:09                                                          |
| 6.                                                            | 夜袭                                                          | Overstepped Bounderies                                        | 5:28                                                          |
| 7.                                                            | 第二日                                                        | Day 2                                                         | 4:10                                                          |
| 8.                                                            | 真正的英雄                                                    | True Heroes                                                   | 5:35                                                          |
| 9.                                                            | 第三日                                                        | Day 3                                                         | 4:01                                                          |
| 10.                                                           | 三小时大战                                                    | True Gold Fears No Fire                                       | 4:38                                                          |
| 11.                                                           | 国人皆如此 倭寇何敢                                           | A Vision                                                      | 2:49                                                          |
| 12.                                                           | 第四日                                                        | Day 4                                                         | 4:54                                                          |
| 13.                                                           | 战争背后都是政治                                              | Politics of War                                               | 3:58                                                          |
| 14.                                                           | 举世瞩目                                                      | The World Is Watching Us                                      | 3:11                                                          |
| 15.                                                           | 黎明黑夜                                                      | Before The Dawn                                               | 3:31                                                          |
| 16.                                                           | 民族觉醒                                                      | Take Cover                                                    | 6:47                                                          |
| 17.                                                           | 全体冲桥                                                      | Last Stand                                                    | 2:34                                                          |
| 18.                                                           | 终将见我微笑                                                  | You Will See My Smile                                         | 2:36                                                          |
| 19.                                                           | 苏州河（中文版）（演唱：那英、安德烈·波切利）                 | Remembering (Chinese Version)                                 | 4:50                                                          |
| 20.                                                           | 苏州河（英文版）（演唱：那英、安德烈·波切利）                 | Remembering (English Version)                                 | 4:51                                                          |
| 总时长：                                                      | 总时长：                                                      | 总时长：                                                      | 1:19:15                                                       |

## 发行
华谊兄弟作为最重要的制片方，此部影片的发行、上映及最终票房，对他们2019年的业绩有重要意义。董事长王中军曾表示，此片将是“里程碑式的作品”，可与《集结号》媲美。
当年2月，第69届柏林电影节期间，华谊兄弟启动电影全球预售。3月6日，电影首款先导预告片发布，部分演员及角色身份曝光。3月7日，导演管虎在微博个人帐号依出场顺序曝光了主要演员。4月15日，导演管虎在微博个人帐号发布电影海报，并配文“《八佰》，马上见！”有指电影原定于2019年9月上映，为避让冯小刚在9月上映的建国70周年献礼影片，提前上映。4月17日，制片方宣布影片定于内地暑期档的7月5日上映。5月14日，第72届戛纳电影节开幕。当日，《八佰》发布国际版海报，并登上电影节场刊封面。

### 撤档风波

#### 片方取消电影节首映
6月3日，上海国际电影电视节主办方召开新闻发布会，宣布影视节活动内容。其中，《八佰》与章家瑞导演作品《穿越时空的呼唤》一同作为2019年上海国际电影节开幕片，这是电影节首次采用双开幕影片方式。两部影片将在6月15日的金爵盛典后分别举行世界首映。同时，为庆祝中华人民共和国建国七十周年，影视节以“礼赞新中国、奋进新时代”为主线。
在电影节首映之前，电影即已通过政府的审查，取得《电影片公映许可证》。片方华谊兄弟在电影首映前的点映、看片、路演等宣发工作依常规进行。6月13日，华谊兄弟员工收到通知，告知电影的宣发工作暂停。6月14日，片方对外宣布原定于15日举行的首映礼“因技术原因”取消。
外界普遍认片方取消电影节首映，并非技术原因，实际是因触及政治。中国电影界业内多位人士在微博上隐晦的评论此事。贾樟柯导演于14日在微博表示：“电影事业，不能这么搞。”获得了众多转发。关于此事的评论将矛头指向中国政府管制下、严格的电影审查制度。另外有报道称，有电影界人士认为取消电影节放映是华谊兄弟炒作电影，进行营销的手段，亦有业界人士指此举为片方营销的可能性不大。此前，左派民间组织中国红色文化研究会在6月9日的研讨会上，将《八佰》归为违背史实、过度美化“国民党当局”抗战功绩的一类电影，认为任由此类影片泛滥，必将剥夺中国共产党执政的历史依据，指出“把《八佰》作为庆祝中华人民共和国成立70周年的献礼片，在国庆节普遍放映，是很不适宜的。”

#### 导演探访孙元良之子引风波
6月17日，在与上海国际电影节相关的第三届中国影视领袖峰会上，华谊兄弟CEO王中磊表示影片将在暑期档上映。华谊兄弟官网亦发布了这一消息。但与电影相关的政治争议并未平息。争议焦点由影片是否过度美化“国民党当局”，转为是否应该把国民党将领孙元良刻画为抗战英雄。此前的1月23日，导演管虎曾在微博帐号发布与孙元良之子秦汉的合照，微博行文语气尊敬。随着电影进入首映前的宣传期，此条微博引起网友关注，且孙元良本身有很多负面争论。中国历史研究院、共青团中央以及观察者网等媒體认为，「影片将四行仓库保卫战功劳归于孙元良，而孙元良本人不仅在淞沪抗战中临阵脱逃，而且还企图强奸前来慰问的女学生 。」

#### 正式撤档
至6月25日时，影院方面对电影将于7月5日公映的宣传仍在正常推进。25日，网络售票系统开始预售北京、重庆等地，7月5日的《八佰》电影票。记者查验后，认为系“误会”，片方未开启预售。25日15时许，中国共青团中央的微博帐号转发《孙元良缘何惹争议》一文。文章开始先以管虎与秦汉的合照、网友争议铺垫，最后指孙元良作为“民族败类”不应与八百壮士等抗战英雄一同被纪念。中国共青团中央转发后不久的21时，片方即在微博官方帐号宣布影片撤出暑期档，上映时间有待重新确认。
片方宣布撤档的次日，华谊兄弟股价在开盘时跌7.88%，收跌8.06%。27日，股价下跌1.0%。而自6月17日起，在10个交易日里，华谊兄弟股价累计下跌超过15%。此前，华谊兄弟董事长王中军已将自己持有的占总股本19.97%的华谊兄弟股份进行股权质押。故电影界人士认为华谊兄弟仍会推动《八佰》上映，以取得票房，避免因公司业绩不佳而在股市的连锁反应。
8月17日，华谊兄弟董事长王中军出席2019年亚布力中国企业家论坛第十五届夏季高峰论坛，他表示：我期待《八佰》年底上映。

#### 删减内容后正式上映
2020年8月2日，影片重新定档期，于8月21日全国上映。根据片方华谊兄弟向各大影院下方的放映通知，影片公映版时长为147分钟，较上影节首映的160分钟有所删减；被删减的主要内容包括杨慧敏偷送中华民国国旗的从计划到实行的具体过程、驻守仓库士兵升旗时国旗的特写镜头、阮经天扮演的台湾人用日语辱骂日军，被民众误以为是日本间谍而将其吊死在电线杆的戏份，但保留了升旗一幕国旗的远景，也保留了升旗时中华民国国歌（三民主义歌）的配乐。香港时事评论员刘锐绍认为，当前民主进步党在台湾越来越强势，中共需要大加利用国民党当年抗日的功绩。

### 票房
影片于2020年8月14日开始点映，五天点映票房粗报2.34亿，观影人次近600万，场次14.1万场，场均人次42.5人，成绩远超同期上映的新片及重映旧片，刷新2018年电影《西游记·女儿国》此前创下的1.79亿元点映票房纪录。21日9：00正式上映，首日票房达1.34亿元。23日为止，首周票房达8.1亿元，其中23日当日2.3亿元，观影人次超2086万，周末三天逆跌。于8月25日突破10亿票房，于8月31日突破20亿票房，成为中国大陆影史第20部破20亿的影片。于9月20日，影片在中国内地上映至第31天，累计票房达28.83亿元，一度领先当年全球单片票房，但其票房纪录确在2020年底被日本动画电影《鬼灭之刃剧场版 无限列车篇》超过。于上映的第33天9月22日，累计票房达29.13亿，超越2019年电影《中国机长》此前的29.12亿，跻身中国大陆电影市场影史票房榜前十。于9月26日突破30亿票房大关，成为中国大陆影史第10部破30亿的影片。
| 上一届： 《哈利波特与魔法石》 | 2020年中国内地一周票房冠军 第33-37週 | 下一届： 《夺冠》 |

## 评价
影片虽然有着亮眼票房成绩，评价上却是两极分化，支持者认为影片真实反映了战争实况，情节感人，艺术加工适当合理，表现出了中国人的不可欺。反对者则批评影片罔顾历史，严重歪曲和违背、編造史实，違背邏輯，故作煽情且侮辱、污衊和歧視人民。

### 正面评价
截至8月25日，影片在豆瓣的评分为7.8分（满分10分，下同），时光网7.8分，猫眼9.2分。海外方面，汇总媒体烂番茄根据8条专业评价，打出75%的新鲜度。部分网友在微博上发表观影感受，表示影片“超级感人”，观众中有“硬汉落泪、哭湿口罩”，感慨“战士们的牺牲和付出”。另有人认为之前反对影片上映的人士和全体中国人作对，劝他们“早点回头是岸，不要犯了众怒”。
而微信公众号“视觉志”以发文《想过<八佰>好看，但没想过这么好哭》指《八佰》意义深刻，希望看完这部影片的观众，不仅把他当做一个爽片。战争并非激昂的，热血的，也并非一堂冲动上脑的叛逆。“我们不歌颂战争，我们试着去理解当年的英雄之死。它也在埋下一颗‘觉醒’的种子。就像影片中，战士们用一次次以身许国，打动了对岸的普通民众一样，《八佰》同样会成为一颗种子，让更多人明白，是无数先烈的抗战，让如今的我们得以享有现在的一切。”
人民日报社旗下杂志《环球人物》发表数篇专栏文章，以封面人物的形式介绍电影《八佰》。文章采访导演管虎，描述他筹备该部电影付出的努力，如设立纪录片组、做采访调查、复原战争场景等的艰辛以及给自己定下的“描写小人物如何在战争中变成一个英雄”、“不要努力设计一个主角或构建一个高潮”、“租界中的观众从盲目的看客变成战斗的一员”三个命题和“到了关键时刻，中国人骨子里的气节是不会变的”这个主旨。《环球人物》认为《八佰》是一部没有主角的电影，唯一的主角是民族危亡时，中国人不变的气节和血性，最重要的意义在于表现出了中国人的不可欺。并特别指出在中国抗日战争胜利75周年之际，讲述“八百壮士”死守四行仓库的电影来得恰逢其时，以及电影《八佰》上映对中国大陆影院复工的推动作用。
新华社在其微信公众平台发表文章，表示“没有天生无畏的英雄，只有挺身而出的凡人”，指出电影《八佰》选择自下而上的底层视角点明怕死畏战的散兵游勇在迷茫怯懦中找回民族大义与家国情怀。电影人用专业的素养和一丝不苟的严谨态度，去努力重现这段悲壮的历史，让我们认识到当下和平来之不易，也让每一个人真切感受到今日生活的幸福与安稳。
媒体人陈子非在《新京报》发文称四行仓库保卫战的意义不仅在于本身就值得历史铭记的战士们英勇无畏、视死如归地保家卫国，也在于这场战斗唤醒了一批最重要的“观众”——苏州河对岸的中华儿女们。他们当中很多人一开始对战争的态度是隔岸观火、麻木不仁。但当他们如此近距离地观看了这一战斗，他们看到战争的血腥、残酷、死亡，看到中国军人在敌我军力悬殊、看起来必败的战争中的不畏战、不服输、不怕死，原本已经沉寂的民族意识、家国情怀被充分唤醒。他们意识到他们是在遭受侵略的中国人，而中国军人在以血肉守护他们一隅的安宁、守护国土的完整。他们精神觉醒并以各种方式加入这场保卫战。而电影的最后一幕——四行仓库被子弹打得千疮百孔的那一堵墙仍然存在，但这一堵墙的周边是今日遍布高楼、繁荣昌盛的上海。历史的选择、历史的奥秘，都藏在这张对比图里，值得今日的观众细读。
宁夏日报报业集团新闻杂志《Vista看天下》刊文认为，《八佰》和以往国产战争片不太一样，是一个关于撤退的故事，一场关于失败的胜利，视角来自各个阶层的人物，他们并非个个英雄，但在电影中，人性的选择和个人的尊严得到了书写。没有人天生就是英雄，但当时代需要你挺身而出的时候，每个人都有可能成为英雄。
《综艺》杂志麦琪·李（Maggie Lee）指出，影片“将观众引入残酷战争场面的亲密感和震撼力中，同时让他们沉浸在精美的仿古画布中。”加拿大《国家邮报》克里斯·奈特（Chris Knight）认为，“从本质上讲，《八佰》是我们以前在英美国家看不到的那种振奋人心的战争故事，满满的英雄主义、牺牲、还有作出超越职责范围的工作娃娃脸士兵。”

### 负面评价
媒體人馬前卒罕有地於8月23日和24日連續更新其時政節目《睡前消息》批判《八佰》：電影濫用了中國人民的感情，自稱為歷史片的同時偽造歷史、嚴重歪曲和違背史實，並以英雄史觀而非人民史觀作出發點。片中的邏輯、士氣、地理環境、軍力、實際戰況和死傷違背事實，将湖北地方军贬低为无任何作战经验的弱旅，编造谢晋元让杂牌军断后送死，也缺乏了歷史基本常識。「就算我拋開一切歷史事實，純粹把《八佰》當作平行世界的戰爭片看，這也顯然是一個低成本的黑幫片導演看了幾部關於斯大林格勒或者諾曼第登陸的戰爭電影，就想盲目複製人家的戰爭氣氛。但是由於不懂什麼是現代戰爭，拍出來還是小流氓街頭對砍的效果」，是一部侮辱中國人民、上海市民和湖北士兵，以及挑動地方仇恨的煽情玄幻電影。 在23日，他更直指電影是一部已經達封神榜和西遊記級別的神話，是歧視普通民眾、鄙視人民的精英主義「反动庸俗作品」，有如一部下了血本、加了乾冰液氮而不會制冷的假冰箱。片末馬前卒指責華誼電影缺乏基本政治道德，期望其早日倒閉。
微博头条文章作者、签约自媒体“卢诗翰”表示，《八佰》电影质量合格，画面细节到位，战争场面过关，但关键问题在于抛开这些来看，整个电影的核心逻辑表达非常纠结，要讲的故事很不通顺。作者认为这是一部国军立场的终极加强版抗日神剧，由于如果把前因后果详细拍出来，给人的观感就会像抹黑国军，因此只能重点描写战士的英勇表现，把战争这么一个严肃的事变成小孩打架的简单化叙事手法。
《好莱坞报道者》的伊丽莎白·克尔（Elizabeth Kerr）认为“《八佰》的人物刻画单薄，常常陷入死记硬背的剧情及战争电影的陈词滥调中”，另外马克·科默德影评网的马克·杜西克（Mark Dujsik）表示，《八佰》“存在明显的道德问题，这个问题的核心绝对是影片所呈现的沙文主义”。

### 其他评价
导演管虎在接受《南方周末》专访时称他给《八佰》及格分6分，给自己。“这要是几年以前，我真可能给自己8分或者9分，可是越长大，我的心性成熟或者视野开阔以后，越觉得该学的东西还有很多，水准线越来越高，该做到的好像越来越没做到。这是我今年（编者注：2019年）特别强烈的一个感受。这部片可以及格了，这是心里话。”
谢晋元次子谢继民在接受《羊城晚报》专访时被问到如何评价电影《八佰》，他称：“从大局来说，现在全国都在讨论‘八百壮士’，电影引起大家对这段历史的关注，这是好事。这部电影还宣扬了谢晋元和‘八百壮士’英勇抗日的爱国精神，对鼓舞民族士气有好处。电影需要艺术加工，就像做菜需要添油加酱。这是一个好题材，但没有表达好，有瑕疵，但也值得一看。电影的热度几个月后就会过去，真正想了解这段历史的人，可以参观上海四行仓库抗战纪念馆，里边有很多史实材料。”

## 奖项荣誉
| 年份   | 颁奖礼                               | 奖项                   | 入围者                   | 结果 | 参考 |
| ------ | ------------------------------------ | ---------------------- | ------------------------ | ---- | ---- |
| 2024年 | 中国电影导演协会2020年至2023年度表彰 | 年度电影（2020年度）   | 《八佰》                 | 獲獎 |      |
| 2024年 | 中国电影导演协会2020年至2023年度表彰 | 年度导演（2020年度）   | 管虎                     | 提名 |      |
| 2024年 | 中国电影导演协会2020年至2023年度表彰 | 年度编剧（2020年度）   | 管虎、葛瑞、胡坤、黄东斌 | 提名 |      |
| 2024年 | 中国电影导演协会2020年至2023年度表彰 | 年度男演员（2020年度） | 李九霄                   | 提名 |      |
| 2024年 | 中国电影导演协会2020年至2023年度表彰 | 年度男演员（2020年度） | 王千源                   | 提名 |      |

## 备注
1. 1 2  来源于《扬子晚报[6]》及其它媒体的报道[7]。
2. ↑  该幕先呈现国军当天晚上准备撤退情形，其后以倒叙手法交代了撤退决定的缘由。
3. ↑  原文[41]用词为“国民党当局”，这是中国大陆常见的政治性用法，指当时中国国民党领导下的党国体制，准确的用法是国民政府。
4. ↑  中国共产党将领导抗日战争胜利，视为其执政合法性基础之一。它与中国国民党及双方支持者之间的舆论争夺战——抗战主力之争，自抗日战争末期开始，延续至今。
5. ↑  或称[32]，电影上映时间曾定于中华人民共和国国庆节前的2019年9月。
6. ↑  《孙元良缘何惹争议》一文作者署名为“理水、小王同志”，来源于中国历史研究院[48]。
7. ↑  《孙元良缘何惹争议》原文[44]：国之大事，在祀与戎。某些民族败类不能、也不应当被笼统地划进“抗战国军”这个概念里，和“八百壮士”，和死守藤县的王铭章、和血洒长空的刘粹刚、和无数为国献身却没有留下名字的抗战英雄们一起，被后世所纪念。